# Bassano Romano
Bassano Romano is een gemeente in de Italiaanse provincie Viterbo (regio Latium) en telt 4465 inwoners (31-12-2004). De oppervlakte bedraagt 37,4 km², de bevolkingsdichtheid is 114,18 inwoners per km².

## Demografie
Bassano Romano telt ongeveer 1814 huishoudens. Het aantal inwoners steeg in de periode 1991-2001 met 13,0% volgens cijfers uit de tienjaarlijkse volkstellingen van ISTAT.
| Jaar | Inwoneraantal |
| ---- | ------------- |
| 1991 | 3786          |
| 2001 | 4277          |

## Geografie
De gemeente ligt op ongeveer 360 m boven zeeniveau.
Bassano Romano grenst aan de volgende gemeenten: Bracciano (RM), Capranica, Oriolo Romano, Sutri, Vejano.

## Externe link

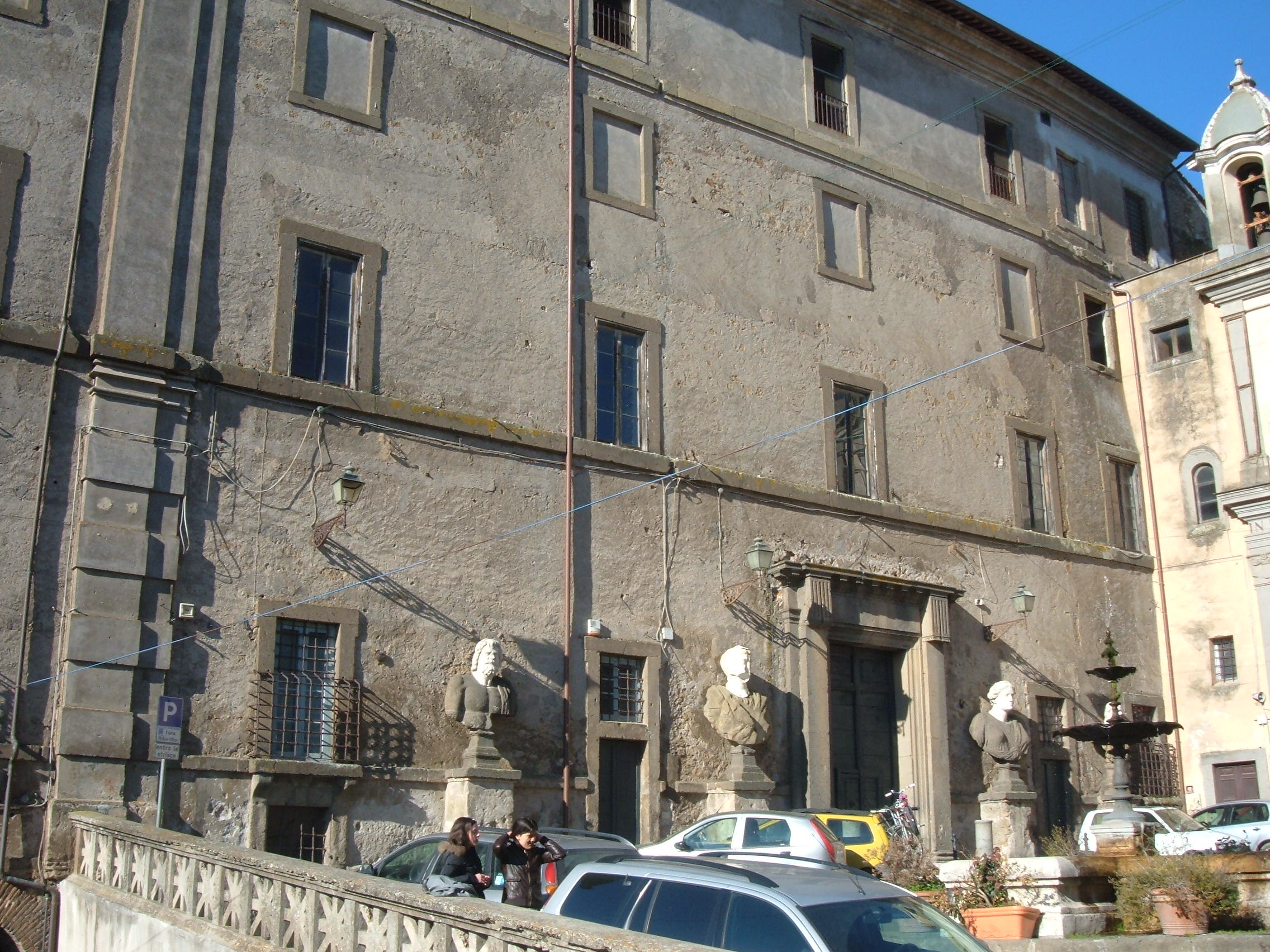
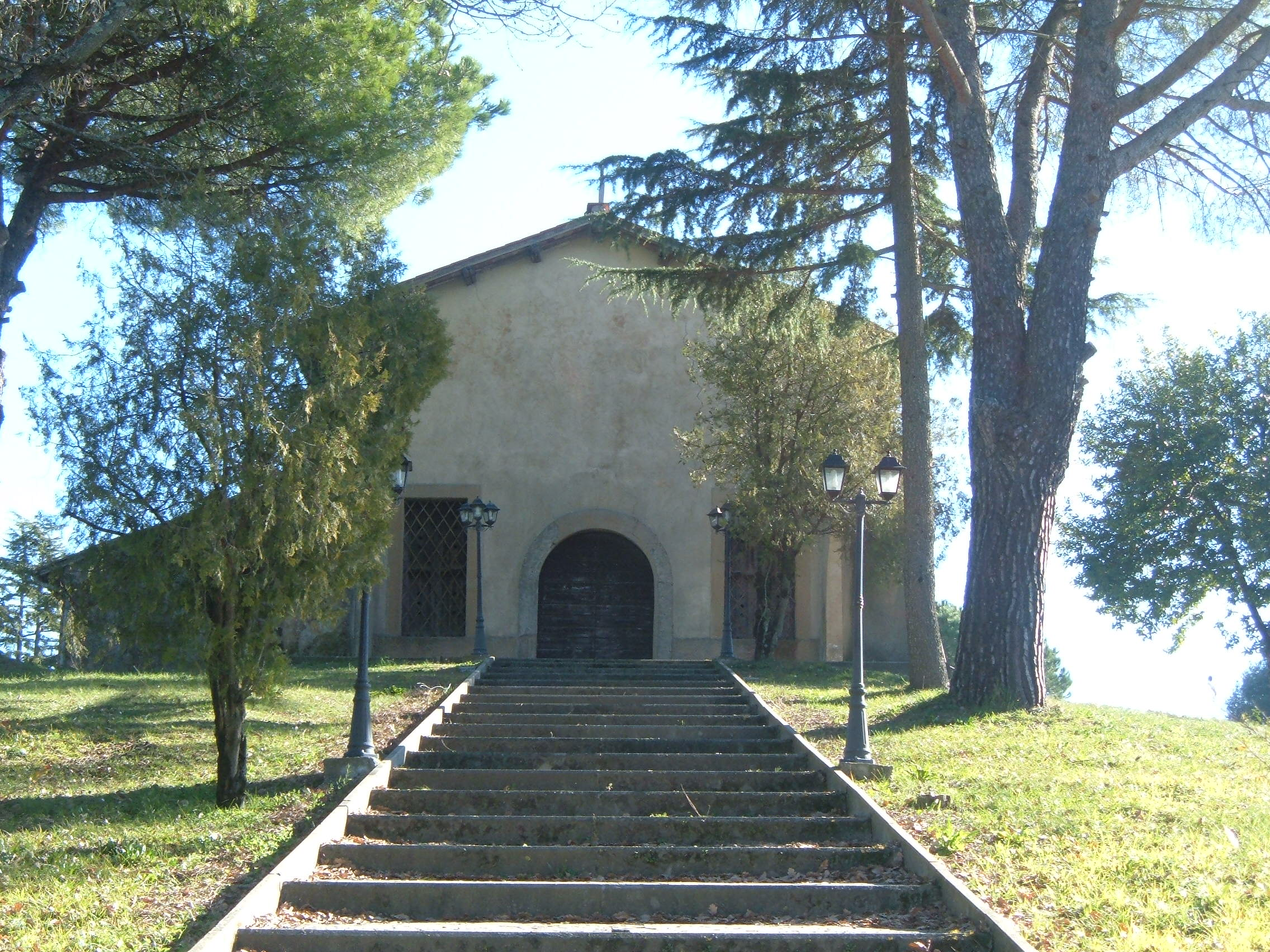
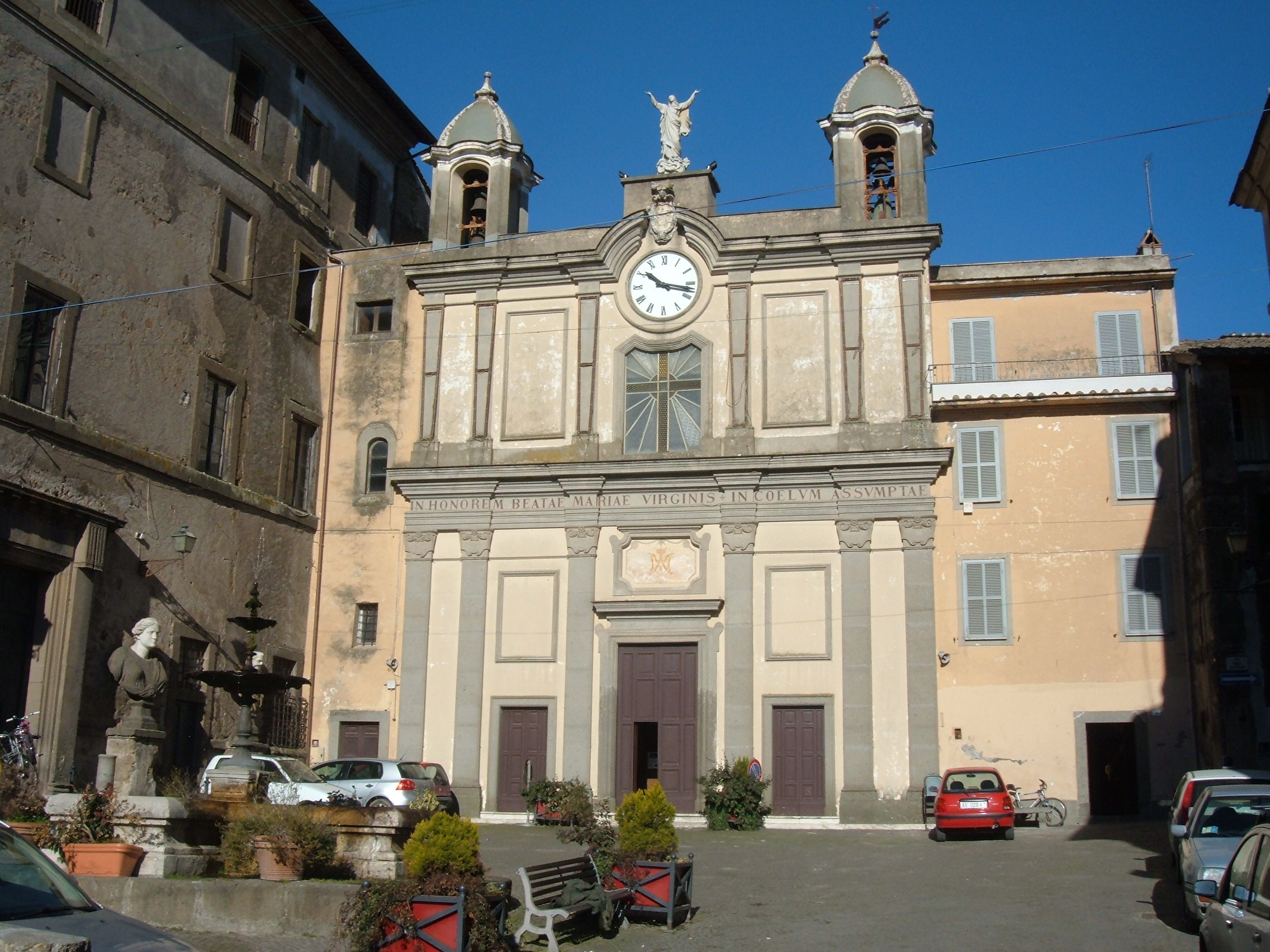
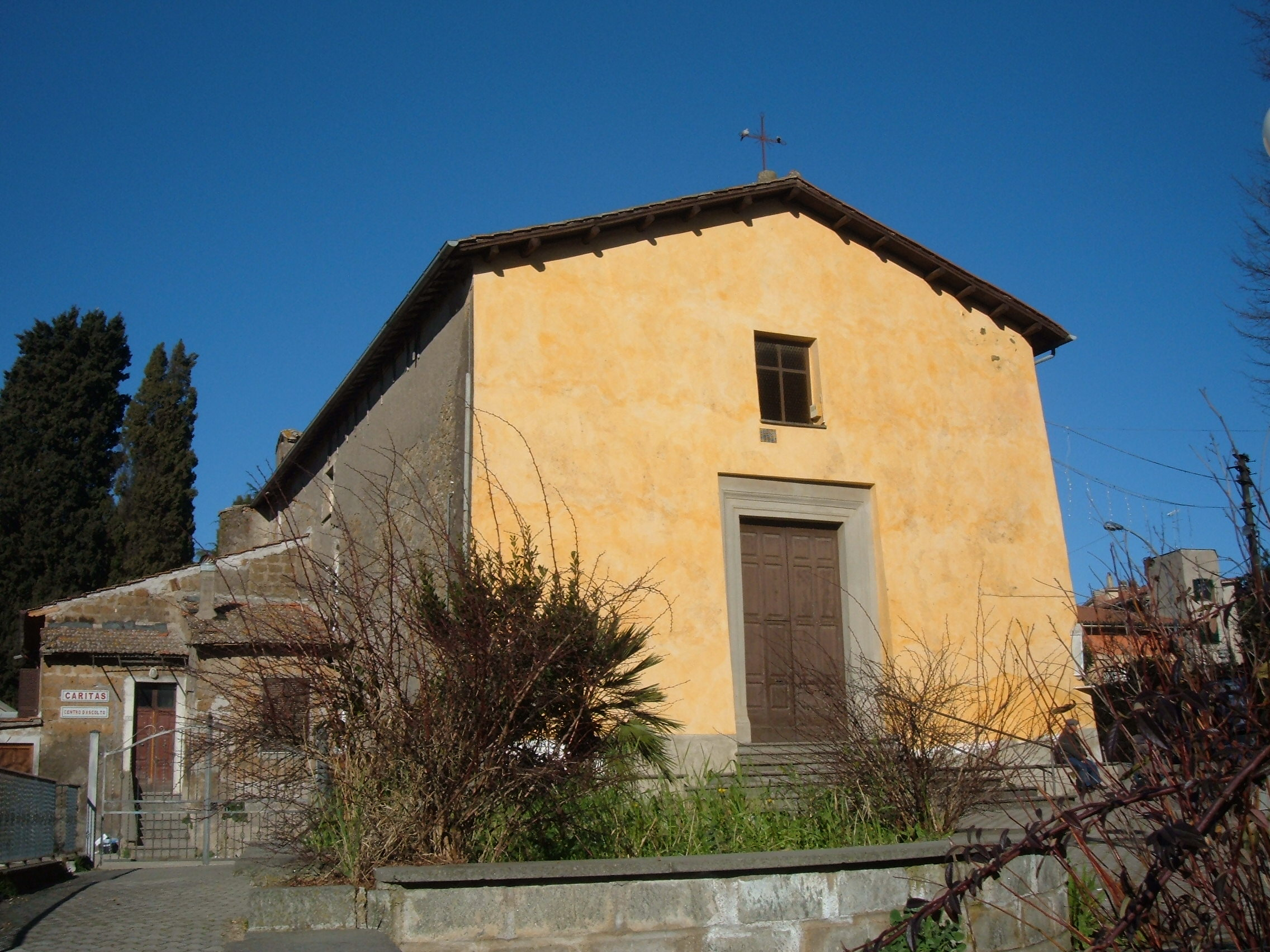
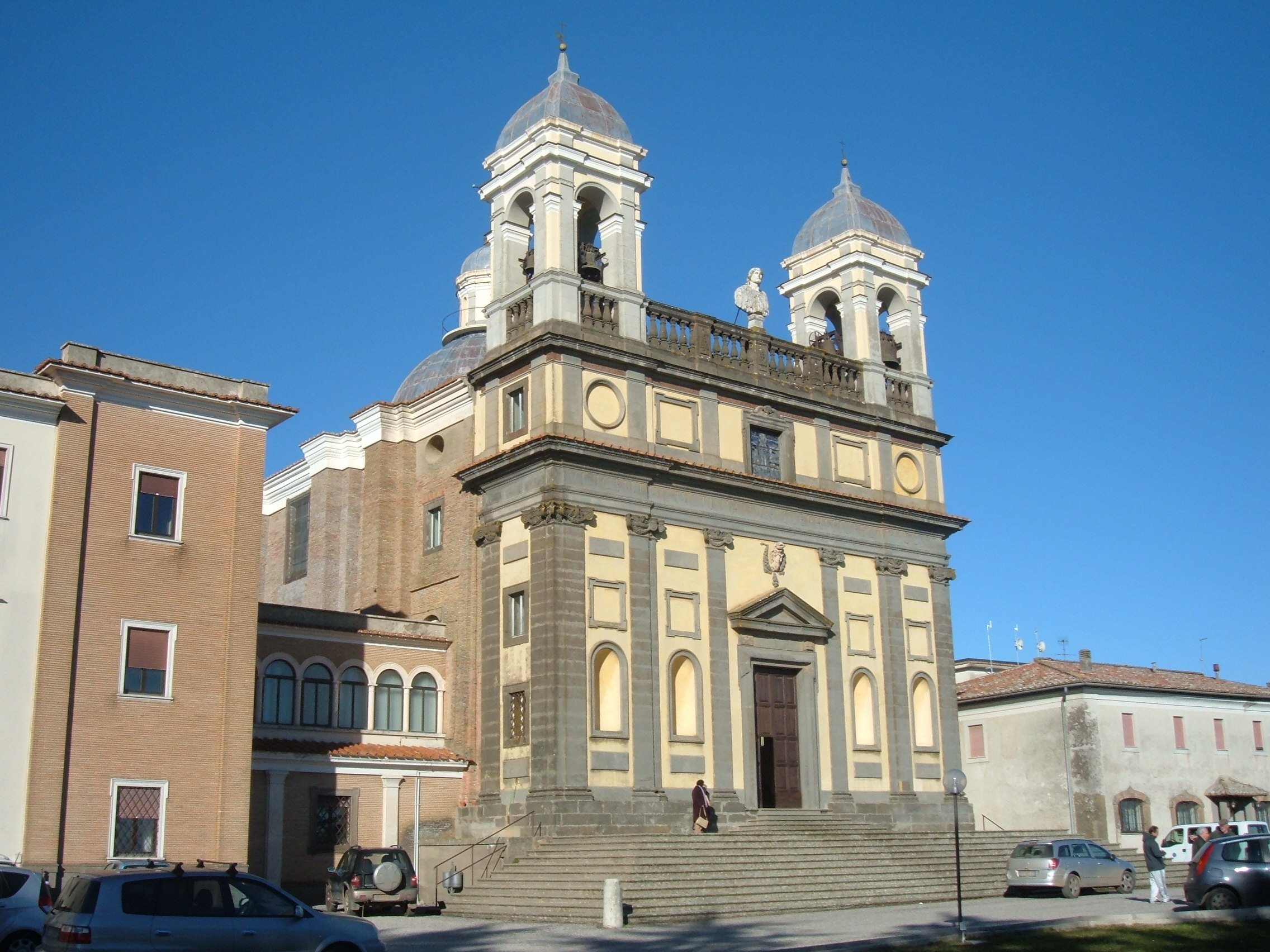
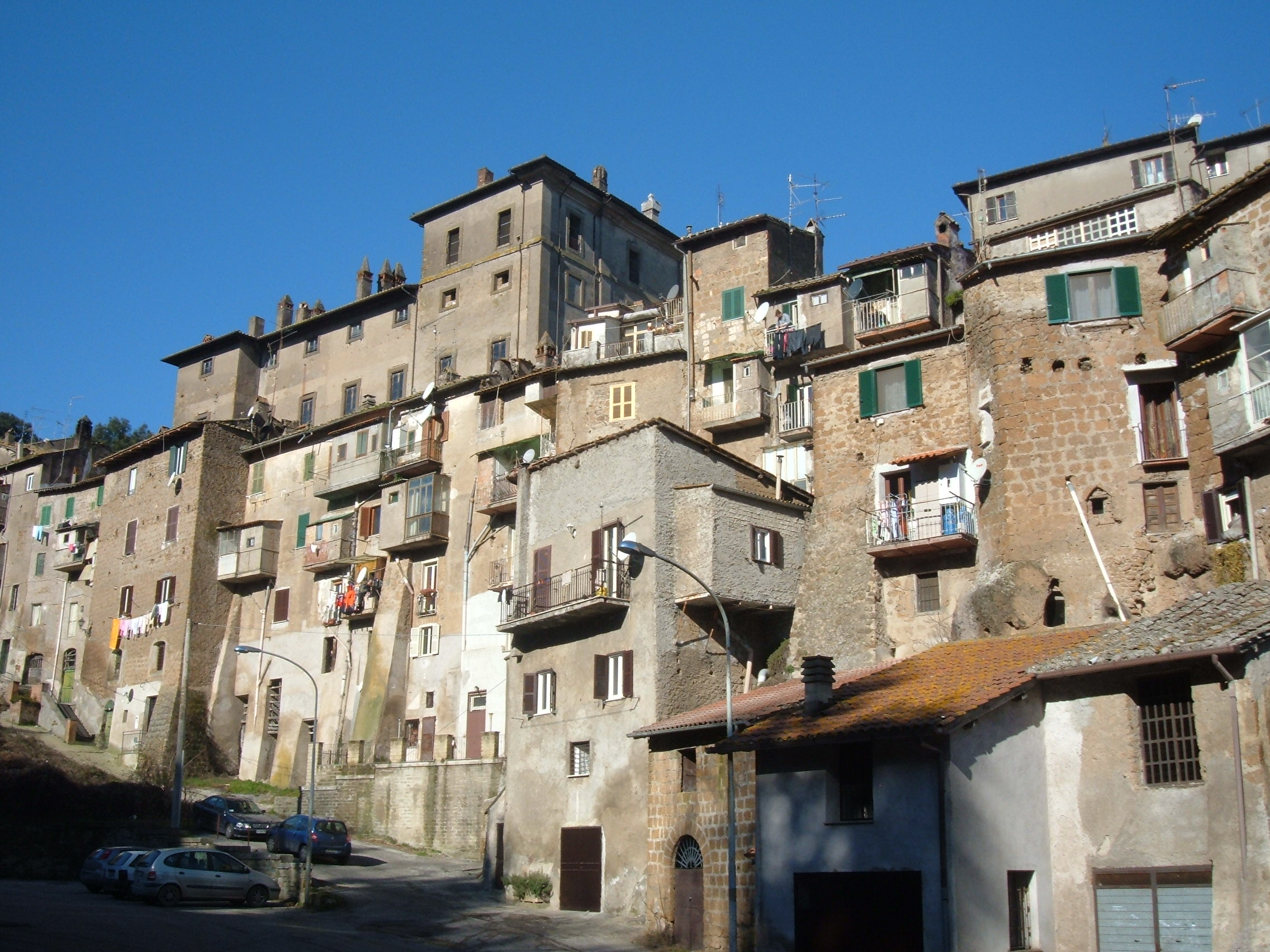